# Поїзд на Париж
«Поїзд на Париж» (англ. «The 15:17 to Paris») — американський біографічний кінофільм 2018 року, знятий Клінтом Іствудом.

## Сюжет
Фільм розповідає про терористичну атаку, яка сталася 21 серпня 2015 року у поїзді. Озброєний автоматом, пістолетом та холодною зброєю терорист міг би вбити десятки людей, якби не троє друзів-американців, які змогли його знешкодити, ризикуючи своїм життям. Головні ролі у фільмі зіграли справжні учасники тих подій — Ентоні Садлер, Алек Скарлатос та Спенсер Стоун.

## У ролях
- Ентоні Садлер — Ентоні Садлер
- Алек Скарлатос — Алек Скарлатос
- Рей Корасані — Аюб ель-Хазані
- Джуді Грір — Джойс Ескел
- Дженна Фішер — Хейді Скарлатос
- Джаліл Вайт — Гарретт Волден
- Томас Леннон — епізод
- Тоні Гейл — епізод
- Сінква Воллс — епізод
- Пі Джей Бірн — епізод
- Гері Вікс — епізод
- Брайс Гейзар — епізод
- Сара Фаваз — епізод
- Стів Култер — епізод
- Роберт Пралго — епізод
- Ірен Вайт — епізод
- Елена Кемпбелл-Мартінес — епізод
- Сет Мерівезер — епізод
- Джеймі Ренелл — епізод
- Кевін Мухержі — епізод

## Знімальна група
- Режисер — Клінт Іствуд
- Сценарист — Дороті Бліскал
- Оператор — Том Стерн
- Композитори — Крістіан Джейкоб, Томас Ньюмен
- Художник — Кевін Ісіока
- Продюсери — Клінт Іствуд, Брюс Бермен, Тім Мур